# 野府川

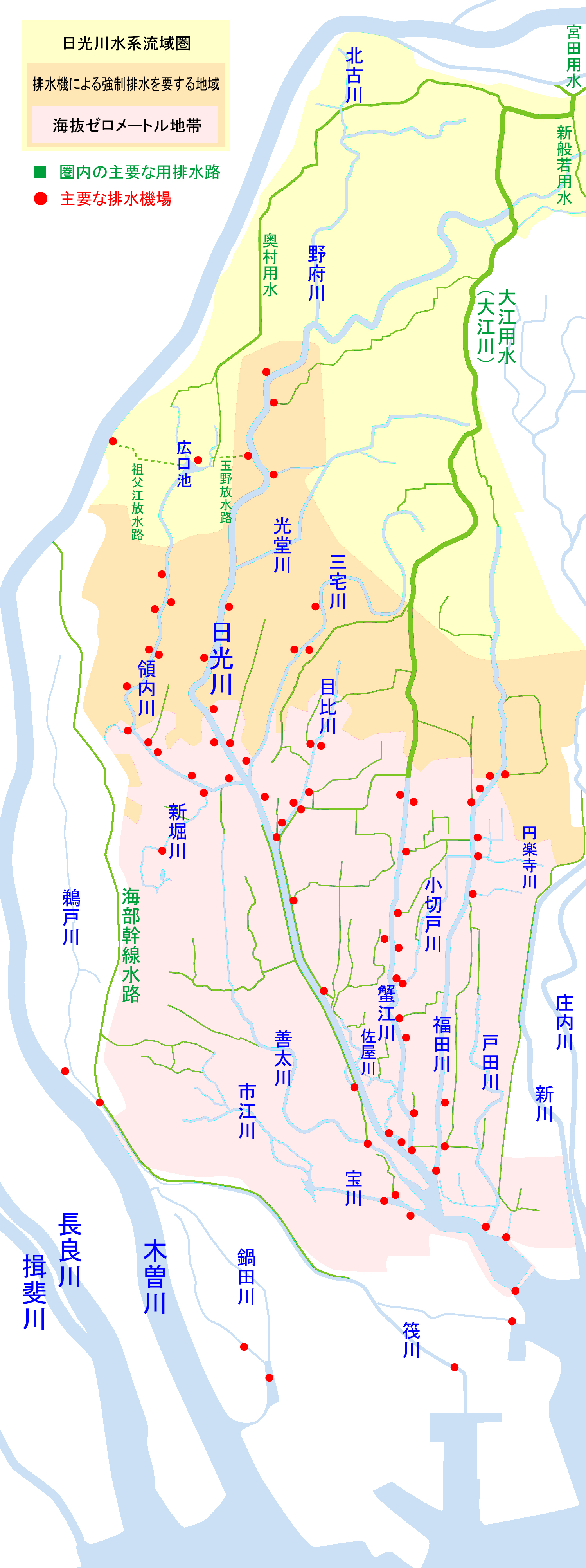
日光川水系の概略図

野府川（のぶがわ）は、日光川水系の二級河川。愛知県一宮市を流れる。日光川本川に合流する1次支川。

## 地理
一宮市光明寺付近を上流端として西に流れ、北古川と合流する一宮市木曽川町内割田付近から南に流れを変える。やや西寄りに蛇行しながら小支流を集めながら南に流れ、一宮市三条付近で日光川に合流する。
日光川流域では近年の急激な市街地化によって、昭和中期から平成にかけて大規模な浸水被害が発生していた。流域の約40%は海抜ゼロメートル地帯に該当し、60%強がポンプによる強制排水を必要とする区域であり、日光川本川においては野府川合流点近くまでが強制排水の対象地域となっている。この状況の改善のために4つの日光川放水路が計画され、野府川では愛知県道193号大垣江南線との交差部付近に流入工を設け、愛知県道193号大垣江南線の下を通って木曽川に放水する計画が進められている。